# Opération Candytuft
Pendant la Seconde Guerre mondiale, l’Opération Candytuft, en français Iberis, est le nom de code d'un raid britannique conduit par une équipe du Special Air Service le 27 octobre, 1943. 
Infiltrés par bateau sur la côte est de l'Italie entre Ancone et Pescara, les soldats doivent détruire des ponts ferroviaires et perturber les arrières des troupes de l'Axe. Le groupe perd deux hommes, qui sont capturés durant cette mission de six jours. 
Dans le même temps est conduite l'Opération Saxifrage (en). 